# Stay Away (песня Nirvana)
«Stay Away» (с англ. — «Держись подальше») — песня американской гранж-группы Nirvana, написанная вокалистом и гитаристом Куртом Кобейном и впервые выпущенная в качестве 10-го трека на втором, самом коммерчески успешном альбоме коллектива, Nevermind, изданным 24 сентября 1991 года. Также песня фигурирует на концертном альбоме Live at Reading под номером 20, исполненная там на не оригинальном строе, что использовался на альбоме Nevermind, а на строе E flat tuning, который означает понижение всех струн на гитаре на полутон. Исполнение песни с таким строем объясняется тем, что Курт Кобейн и бас-гитарист группы Крист Новоселич любили на концертах менять строй на своих гитарах.

## История создания песни
Между 2-м и 6 апреля 1990 года в Мадисоне была записана первая версия песни —  «Pay to play» (с англ. — «Плати, чтобы играть»), длящаяся 3 минуты 28 секунд. Текст данной версии сильно отличался от конечной «Stay away», но музыкальная составляющая в дальнейшем никак не изменилась с момента записи 1990 года. «Pay to play» была спродюсирована продюсером и барабанщиком группы «Garbage» Бутчем Вигом, который в дальнейшем продюсировал второй альбом Nirvana. Также она была записана с Чэдом Ченнингом на барабанах, игрой которого на апрельских сессиях 1990 года разочаровались Крист Новоселич и Кобейн. Вскоре Чэд покинул коллектив, после чего они пригласили в группу барабанщика Дэйва Грола. «Pay to play» так и не была выпущена до смерти Курта Кобейна в 1994 году, но была включена в бокс-сет With the Lights Out в 2004 году.
Уже с новым барабанщиком Nirvana записала новую, конечную версию песни под названием «Stay Away» в мае — июне 1991 года, которая и была издана в качестве 10-го трека на альбоме Nevermind.